# Филип III (Хесен-Бутцбах)
Вижте пояснителната страница за други личности с името Филип III.
Филип III (на немски: Philipp III. von Hessen-Butzbach, * 26 декември 1581 в Дармщат, † 28 април 1643) от Дом Хесен е ландграф на Хесен-Бутцбах от 1609 до 1643 г.
Той е син на Георг I фон Хесен-Дармщат (1547 – 1596) и първата му съпруга Магдалена фон Липе (1552 – 1587), дъщеря на граф Бернхард VIII цур Липе (1527 – 1563).
След смъртта на баща му през 1596 г. ландграфсвото Хесен-Дармщат е разделено на три части.
Най-големият му брат Лудвиг получава главната част Хесен-Дармщат, по-малкият Фридрих получава Хесен-Хомбург, а Филип получава Хесен-Бутцбах. Лудвиг (1596 – 1626) обещетява братята си финансово.
Новата резиденция Бутцбах процъвтява през Тридесетгодишната война. Ландграф Филип е пътувал много и е учен мъж. Той говорел осем езика и е математик и събира ценна библиотека. За астрономически проучвания той образува в двореца си в Бутцбах обсерватория, сдобива се с астрономически инструменти и през 1618 г. назначава лекаря Даниел Мьоглинг за дворцов математик и астролог.  Още по време на пътуванията му в Италия през 1602 и 1607 г. младият ландграф Филип се запознава със 17 години по-стария Галилео Галилей и си кореспондира с него. Императорският астроном Йоханес Кеплер (1571 – 1630) идва два пъти в Бутцбах – през юли 1621 г. и през октомври 1627 г. Заедно те проучват между другото големината на слънчевите петна. През 1624 г. Филип отпечатва произведениято на Йоханес Кеплер Chilias logarithmorum. Дъщерята на Кеплер Сузана също е била на гости в двора на Бутцбах.
Ландграф Филип разширява резиденцията си и прави парк около него и планетен шадраван (Planetenbrunnen). На хълма над Мюнстер до Бутцбах през 1626 – 1628 г. той построява подобния на крепост дворец Филипсек, който служи за обежище по време на война и чумата.
Той умира през 1643 г. по време на лекуване чрез потене и е погребан в градската църква на Бутцбах. След неговата смърт ландграфството Хесен-Бутцбах отива обратно към Хесен-Дармщат.

## Фамилия
Филип III се жени два пъти.  През 1610 г. той се жени за графиня Анна Маргарета фон Дипхолц (1580 – 1629), която умира бездетна. През 1632 г. той се жени в Аурих за графиня Кристина София фон Източна Фризия (1600 – 1658). Този брак също е бездетен.